# Кондратюк Олексій Вікторович
Олексі́й Ві́кторович Кондратю́к (16 листопада 1976 — 18 лютого 2015) — солдат Збройних сил України, учасник російсько-української війни.

## Життєпис
Водій, 128-ма окрема гірсько-піхотна бригада.
18 лютого 2015-го загинув під час виходу особового складу бригади з Дебальцевого. Перебував у списках зниклих безвісти.
Без Олексія лишились дружина, два сини, брат, дві сестри.
Похований в селі Літки, Броварський район.

## Нагороди
За особисту мужність і героїзм, виявлені у захисті державного суверенітету та територіальної цілісності України, вірність військовій присязі під час російсько-української війни, відзначений — нагороджений
- орденом «За мужність» III ступеня (посмертно)